# Oberleiten (Samerberg)

Oberleiten, Ortseingang, von der Friedhofsmauer der Filialkirche St. Peter in Steinkirchen aus gesehen

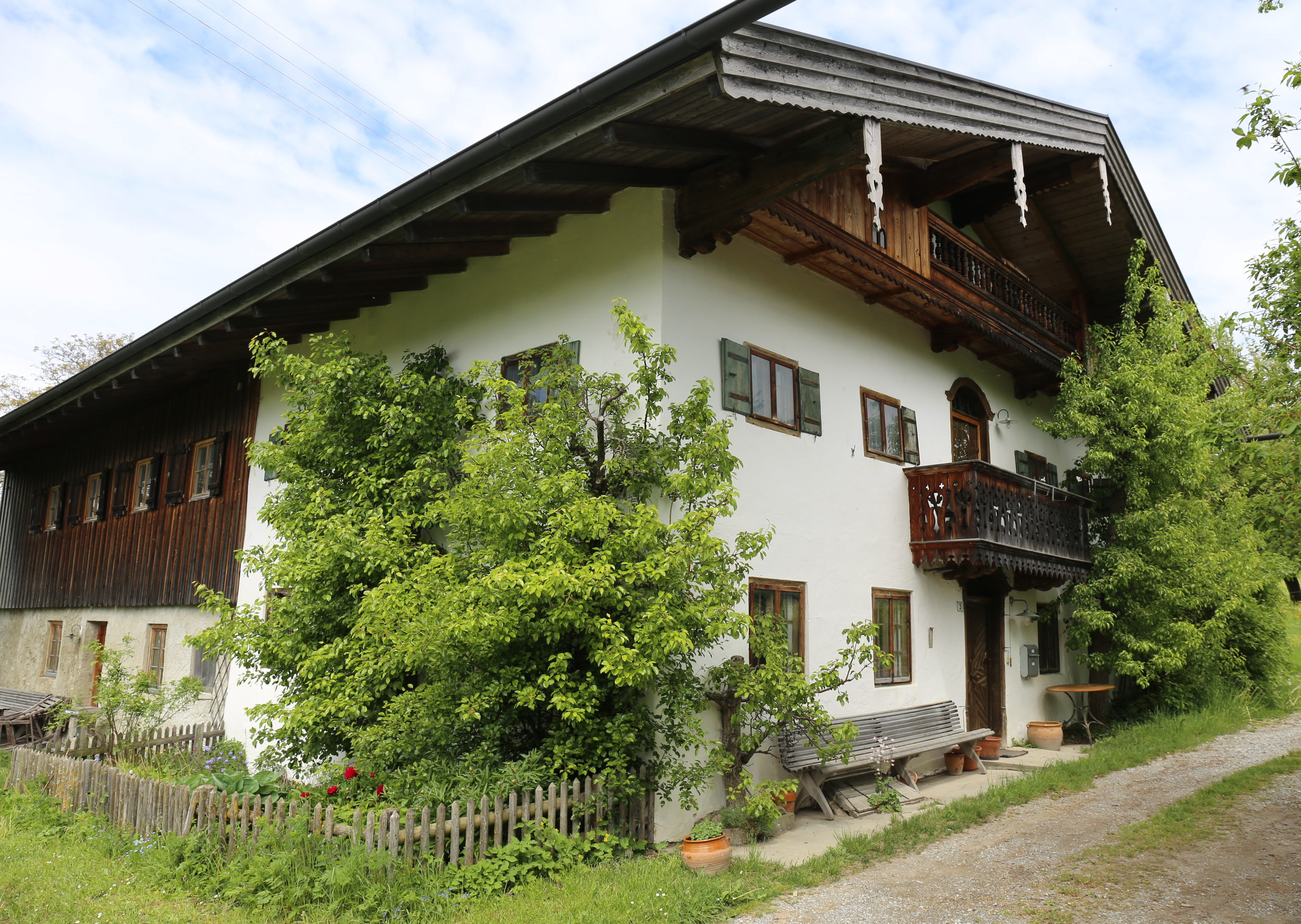
Denkmalgeschütztes Kleinbauernhaus (Nr. 3)

Oberleiten ist ein Gemeindeteil von Samerberg im Landkreis Rosenheim, Regierungsbezirk Oberbayern.

## Geographische Lage
Die Gemeindeteile von Samerberg liegen östlich des Inns räumlich verstreut auf einem etwa sieben Kilometer langen hügeligen Hochplateau in ca. 600 bis 750 m Höhe ü. NHN zwischen Nußdorf im Inntal im Südwesten und Frasdorf an der Autobahn A 8 München–Salzburg im Nordosten. Der Weiler Oberleiten bei Steinkirchen liegt auf 815 m ü. NHN und befindet sich am westlichen Rand des Wohngebiets Samerberg, östlich von Neubeuern und südöstlich von Rohrdorf.

## Geschichte
Der Weiler Oberleiten ist ein landwirtschaftlich geprägter kleiner Ort in exponierter Höhenlage. Am Anfang des 19. Jahrhunderts gab es hier zwei Bauernhöfe, die noch heute existieren. Bekannt ist der Riplhof, auf dem biologischer Anbau von Agrarprodukten betrieben und Ferien auf dem Bauernhof angeboten wird. Im Jahr 2019 hatte Oberleiten fünf Wohngebäude.
Im Jahr 1969 wurde in Steinkirchen, Roßholzen, Grainbach und Törwang eine Volksbefragung durchgeführt, um darüber zu entscheiden, ob die vier bis dahin eigenständigen Gemeinden zu einer einzigen Gemeinde mit Verwaltungssitz in Törwang vereinigt werden sollten. Es entschieden sich 88 % der Wähler für dieses Vorhaben, und am 1. Januar 1970 wurde die neue Gemeinde Samerberg durch die Zusammenlegung von Roßholzen, Grainbach, Steinkirchen und Törwang gebildet. Seither ist Oberleiten wie alle übrigen Ortsteile der ehemaligen Gemeinde Steinkirchen Gemeindeteil von Samerberg.

### Demographie
| Jahr | Einwohnerzahl | Anmerkungen                                                                         |
| ---- | ------------- | ----------------------------------------------------------------------------------- |
| 1817 | zwölf         | in zwei Wohngebäuden                                                                |
| 1824 | zehn          | zwei Familien, zwei Wohngebäude, gezählt im Verwaltungsjahr 1823/24 des Isarkreises |
| 1861 | neun          | in vier Gebäuden                                                                    |
| 1871 | elf           | am 1. Dezember 1871, drei Wohngebäude                                               |

## Verkehr
Der Weiler Oberleiten bei Steinkirchen liegt etwas abseits einer Landstraße, die von Achenmühle im Norden über Törwang und Roßholzen südlich ins Inntal führt. Die beiden Ortschaften können von Törwang und Rohrdorf aus über Seitenstraßen erreicht werden.

## Sehenswürdigkeiten

Filialkirche St. Peter in Steinkirchen, von der Anhöhe in Oberleiten aus gesehen

Inntalniederung mit den Wohngebieten um Bad Aibling, Rosenheim und Wasserburg am Inn, von Oberleiten aus gesehen

- Kirche von Steinkirchen in unmittelbarer Nachbarschaft: ein spätgotischer Bau mit Satteldach, beherbergt spätmittelalterliche sakrale Kunst.[7][8]
- Aufgrund der exponierten Höhenlage des Weilers Oberleiten, der noch höher als Steinkirchen liegt, können von hier aus bei geeigneten Sichtverhältnissen weite Teile der Inntalniederung mit den Siedlungsgebieten von Bad Aibling, Rosenheim und Wasserburg am Inn überblickt werden. Von Oberleiten aus kann über einen Fußweg in einer halben Stunde die Aussichtskapelle am Obereck in Törwang erreicht werden.